# Sertularia argentea
Sertularia argentea ist eine Art von Nesseltieren aus der Ordnung Leptomedusae.

## Lebensraum und Kolonien
Die pflanzenähnlichen Kolonien der Polypen dieser Art besiedeln das Litoral der europäischen Meere und des Nordatlantik von der Arktis bis Cape Hatteras.
Die Kolonien von Sertularia argentea ähneln äußerlich einem kleinen Föhrenbaum, weshalb sie im Englischen auch „sea fir“ (Seeföhre) genannt werden. Sie erreichen normalerweise eine Länge von 15 cm, können aber bis zu 30 cm lang werden.

## „Neptunpflanze“
Die Kolonien sind oft Beifang von Trawlern, die die Nordsee befischen. Getrocknet und grün eingefärbt sehen die Skelette der Kolonien aus wie eine Pflanze. Sie werden unter Namen wie „Neptunpflanze“ als Dekoration verwendet.
Bisweilen werden solche „Pflanzen“ mit der Behauptung beworben, sie hätten eine insektenbekämpfende Wirkung. Die britische Advertising Standards Authority verbot solche Werbebehauptungen 2008 als unzutreffend.